# Пширане
Пширане (пол. Przyranie) — село в Польщі, у гміні Мицелін Каліського повіту Великопольського воєводства.
Населення — 489 осіб (2011).
У 1975-1998 роках село належало до Каліського воєводства.

## Демографія
Демографічна структура станом на 31 березня 2011 року:
|          | Загалом | Допрацездатний вік | Працездатний вік | Постпрацездатний вік |
| -------- | ------- | ------------------ | ---------------- | -------------------- |
| Чоловіки | 248     | 53                 | 168              | 27                   |
| Жінки    | 241     | 47                 | 137              | 57                   |
| Разом    | 489     | 100                | 305              | 84                   |